# Bièvres (Essonne)
Pour les articles homonymes, voir Bièvres.
Bièvres (prononcé [biɛvʁ] ) est une commune française située à quinze kilomètres au sud-ouest de Paris dans le département de l’Essonne en région Île-de-France.
Ville nichée dans la vallée boisée de la Bièvre, berceau de l’abbaye du Val-de-Grâce avant son transfert dans le quartier latin à Paris, riche de six châteaux du XVIIe et XVIIIe siècles, lieu de résidence de savants et d’artistes jusqu’au début du XXe siècle, Bièvres est aujourd’hui connue pour accueillir le musée français de la photographie, le musée de l'outil, la foire internationale de la photographie dans un environnement préservé et privilégié, une atmosphère champêtre plébiscitée par les familles aisées et les cadres des vastes zones d’activités de Vélizy-Villacoublay et du plateau de Saclay.

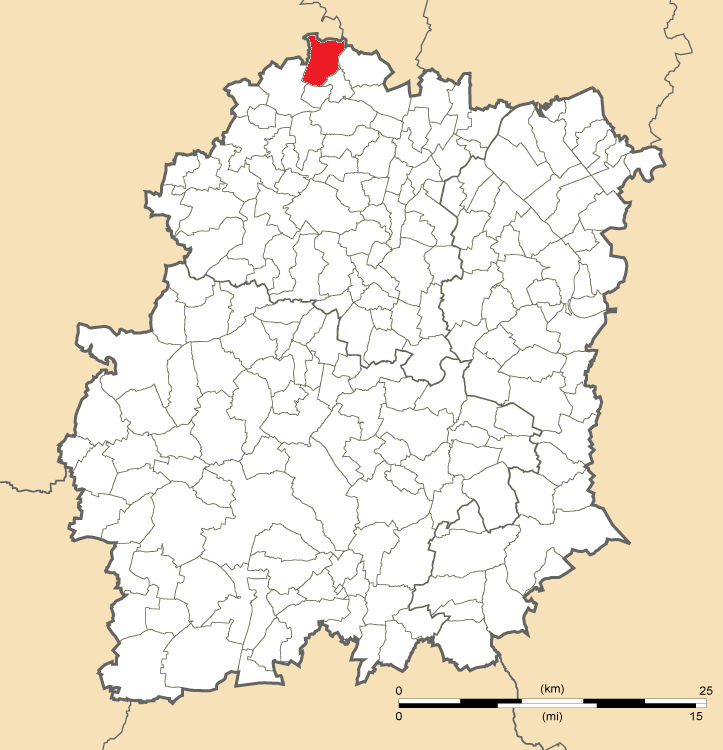
Position de Bièvres en Essonne.

## Géographie

### Situation
Bièvres est située à l’extrême nord-ouest du département de l’Essonne dont elle est la commune la plus septentrionale, à la frontière avec le département des Yvelines au nord-ouest et celui des Hauts-de-Seine au nord-est, dans ce qui était autrefois le pays et aujourd’hui la région naturelle du Hurepoix, totalement intégré à l’agglomération parisienne. La commune occupe un territoire approximativement rectangulaire, long de quatre kilomètres huit cents mètres du nord au sud et large de deux kilomètres trois cents mètres d’ouest en est, représentant une superficie totale de neuf cent soixante-neuf hectares. L’Institut national de l'information géographique et forestière donne les coordonnées 48° 45' 19" N et 2° 12' 59" E au point central de ce territoire.
Près de 60 % de ce territoire est encore considéré comme rural composé pour les deux tiers d’espaces boisés, prolongement de la vaste forêt de Verrières et de la forêt de Versailles, le tiers restant est occupé par des espaces de grande culture céréalière sur le plateau de Saclay au lieu-dit Favreuse, au sud. Village implanté dans la vallée de la Bièvre et de son affluent la Sygrie, le territoire est fortement dénivelé entre le plateau de Saclay au sud culminant à cent soixante mètres et le plateau de Villacoublay au nord, où se trouve le point le plus haut de la commune, à cent soixante-dix huit mètres d’altitude, le point le plus bas dans la vallée n’étant qu’à soixante-huit mètres. Cette situation en creux de vallée a permis à la commune de se trouver sur le passage de l’importante route de Versailles à Fontainebleau, aujourd’hui la route départementale 117 qui traverse le territoire d’ouest en est, tandis que la route nationale 118, l’ancienne route de Paris à Chartres la coupe perpendiculairement, entrant sur le territoire par l’échangeur autoroutier avec l’autoroute A86 au nord, coupant la route nationale 306, la route départementale 53 puis la route départementale 444 qui mène, elle, vers l’autoroute A10 à Champlan. La vallée accueille aussi la ligne de Grande Ceinture, la commune disposant ainsi de la gare de Bièvres et de la gare de Vauboyen desservie par la ligne V du Transilien. Au nord, une part importante du territoire au-delà du bois de Montéclin est occupée par la base aérienne 107 Villacoublay.
Fortement excentrée dans son département de rattachement, Bièvres est située à 23,6 km au sud-ouest de Paris-Notre-Dame, point zéro des routes de France, à vingt-et-un kilomètres au nord-ouest d’Évry, cinq kilomètres au nord-ouest de Palaiseau, vingt-cinq kilomètres au nord-ouest de Corbeil-Essonnes, trente-six kilomètres au nord d’Étampes, treize kilomètres au nord-ouest de Montlhéry, dix-neuf kilomètres au nord-ouest d’Arpajon, vingt-neuf kilomètres au nord-est de Dourdan, trente-et-un kilomètres au nord-ouest de La Ferté-Alais, quarante-trois kilomètres au nord-ouest de Milly-la-Forêt et seulement huit kilomètres au sud-est de Versailles, chef-lieu des Yvelines. En outre, le nom de Bièvres est partagé par deux autres communes en France, Bièvres est ainsi à cent trente-six kilomètres au sud-ouest de Bièvres dans l’Aisne et deux cent trente-neuf kilomètres au sud-ouest de Bièvres dans les Ardennes.

### Hydrographie

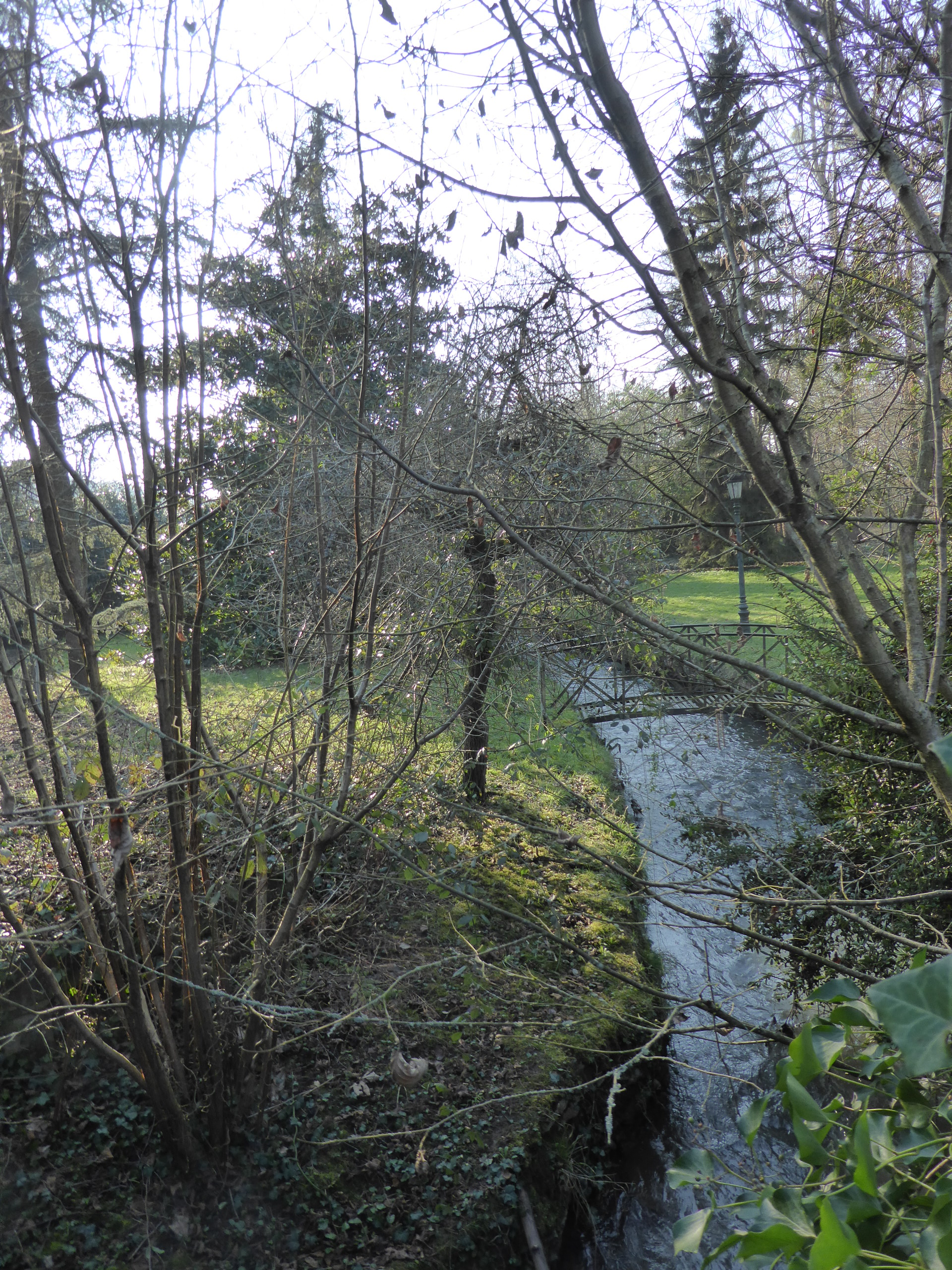
Bièvre, bras artificiel en amont du moulin de Vauboyen.

La commune de Bièvres est implantée sur les versants nord et sud de la vallée de la rivière la Bièvre qui lui a donné son nom, affluent de la rive gauche de la Seine. Le centre-ville s’est développé un peu en amont de la confluence entre la rivière et le ruisseau la Sygrie, qui prend sa source à l’extrême nord du territoire communal à proximité du lieu-dit « Clairbois ». La rivière entre à l’extrême ouest du territoire au niveau de l’ancien moulin de Vauboyen, où se rejoignent deux bras distincts en amont. Quelques mètres en aval du moulin, son débit est augmenté par un petit ruisseau qui prend sa source dans le bois de Monteclin. À proximité du hameau des Roches, la rivière est à nouveau divisée, en deux bras comme dans la plupart des localités traversées par la Bièvre.
- un bras artificiel surélevé qui alimente le parc du château des Roches puis le canal du château de la Martinière et qui alimentait un moulin en contrebas du pont de la rue du Petit Bièvre. Un lavoir était situé à proximité de ce moulin restauré.
- un bras parallèle correspondant à la Bièvre naturelle.

Les deux bras se rejoignent à proximité de la gare.
Au sud du territoire, sur le plateau de Saclay circule la rigole de Favreuse, cours d’eau artificiel pour drainer le plateau et alimenter les étangs inférieurs de Saclay.
Le relief accidenté du territoire entraîne la formation de retenues d’eau naturelles, dont deux étangs à Vauboyen, un lac au lieu-dit « les Damoiseaux » à la frontière avec Igny sur le cours de la Bièvre, un lac au lieu-dit « l’Abbaye aux Bois » et deux petits bassins à la « Ferme Ratel » et aux « Mathurins » sur le cours de la Sygrie. S’ajoutent un bassin de retenue à proximité de la zone d’activités et plusieurs points d’eau artificiels sur le parcours de golf de l’aéroport de Villacoublay.

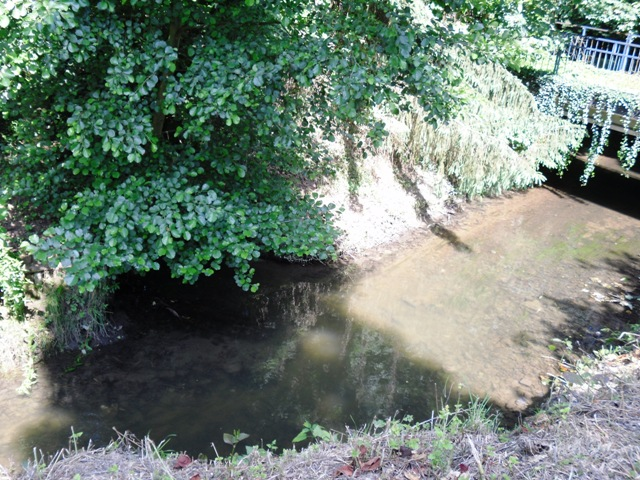
La Bièvre à sa confluence avec la Sygrie.
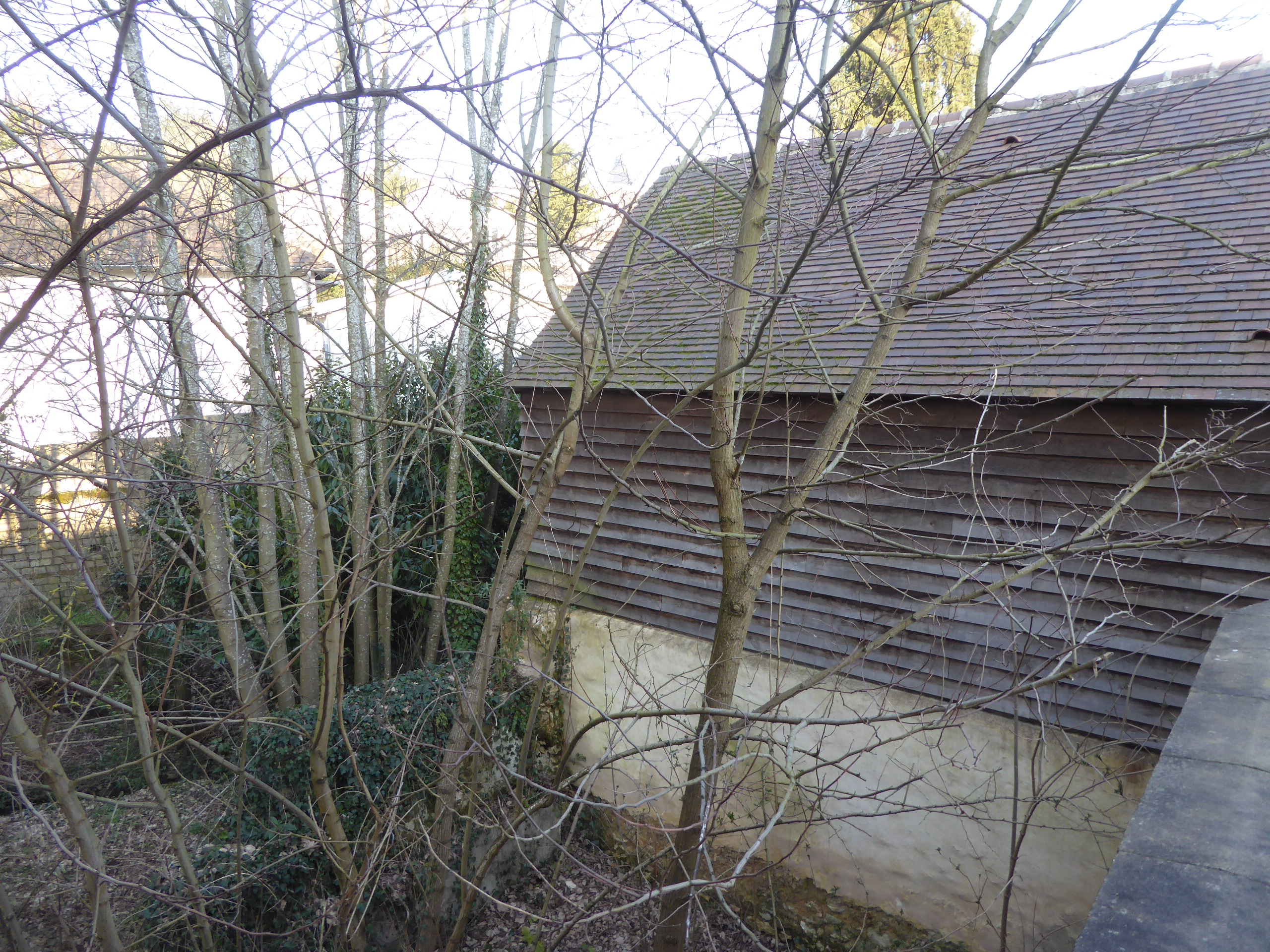
Moulin restauré à Bièvres.
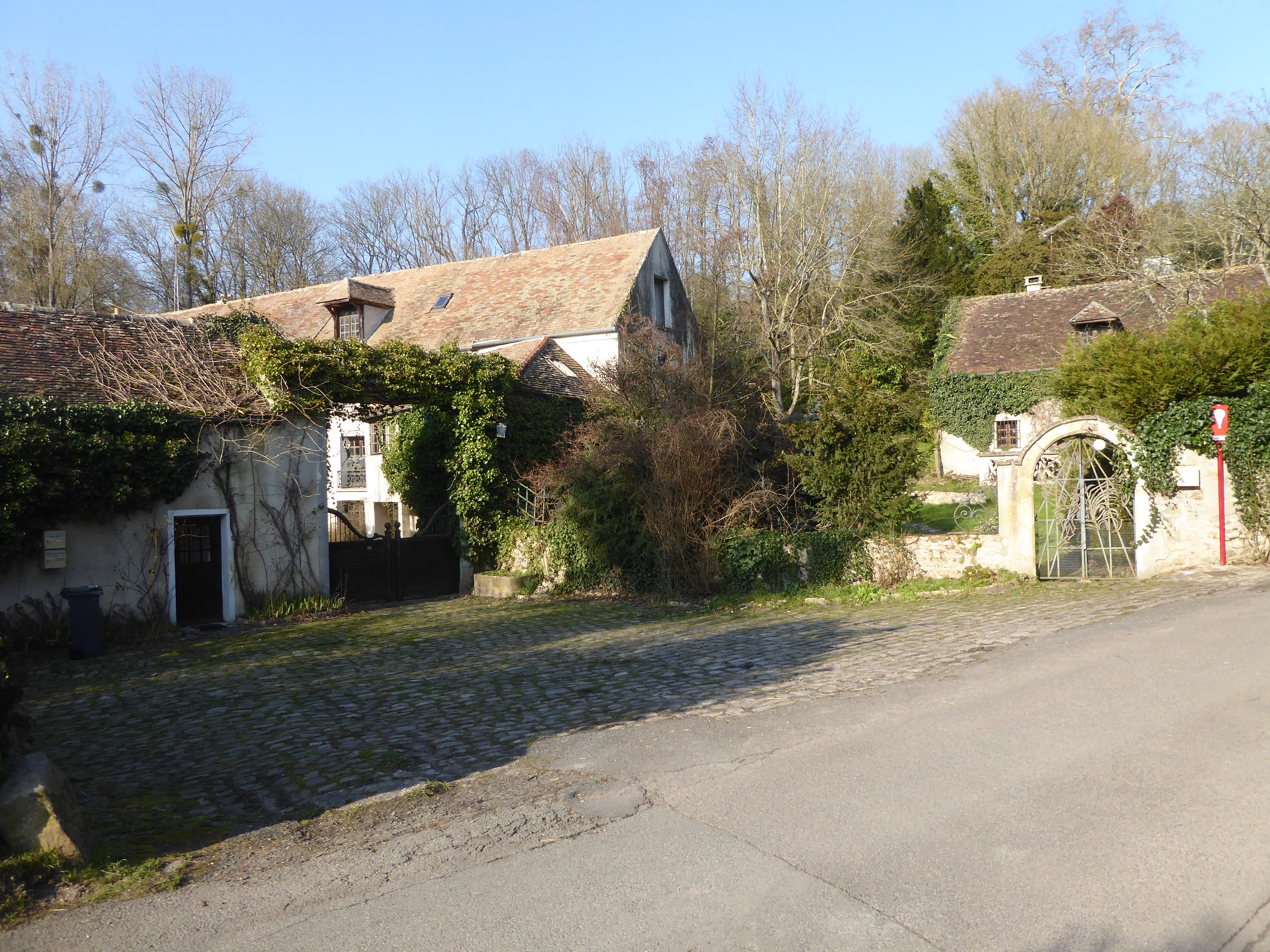
Moulin de Vauboyen.
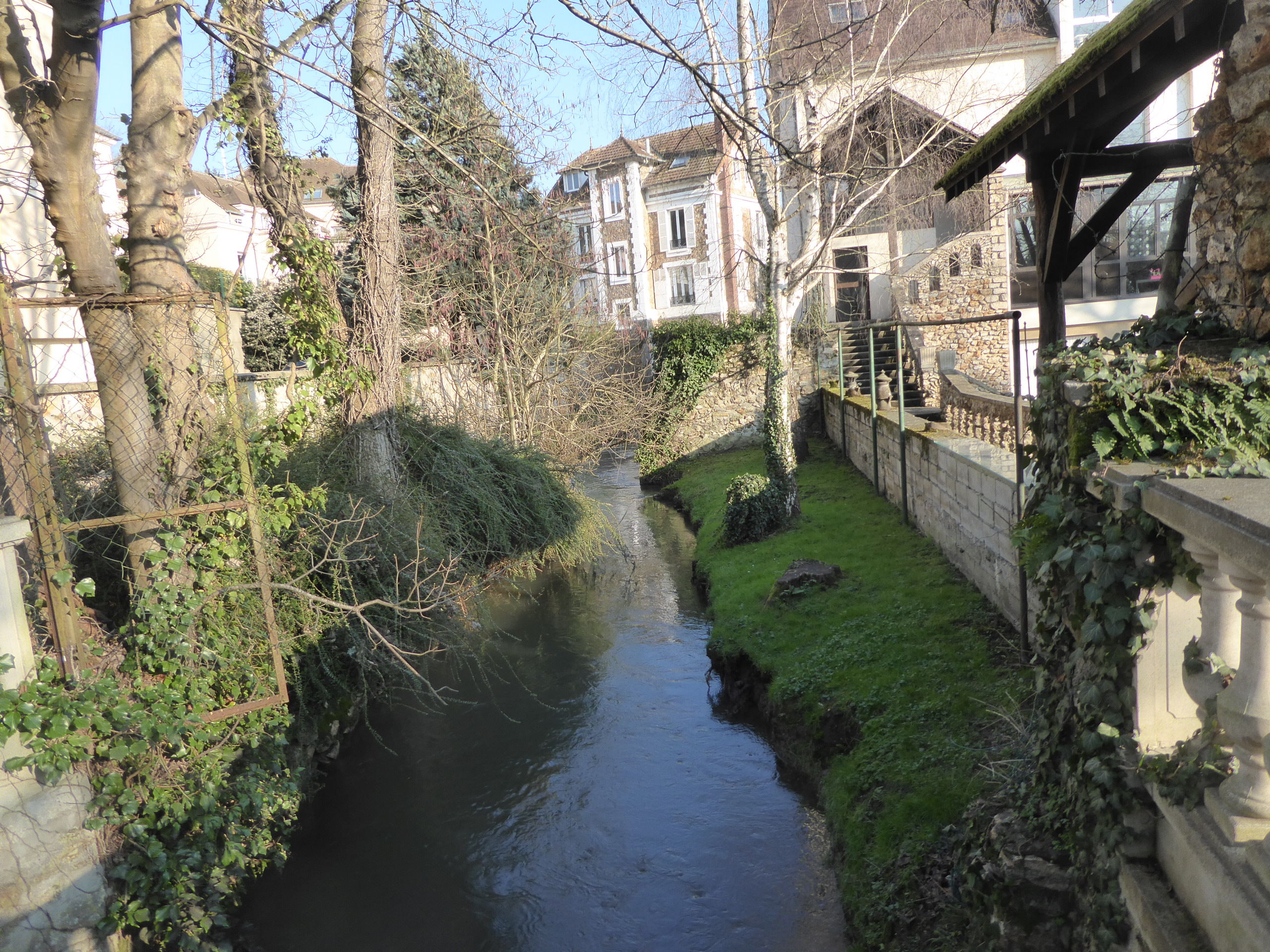
Bièvre entre la rue des deux ponts et la rue du Petit Bièvre.

### Relief et géologie

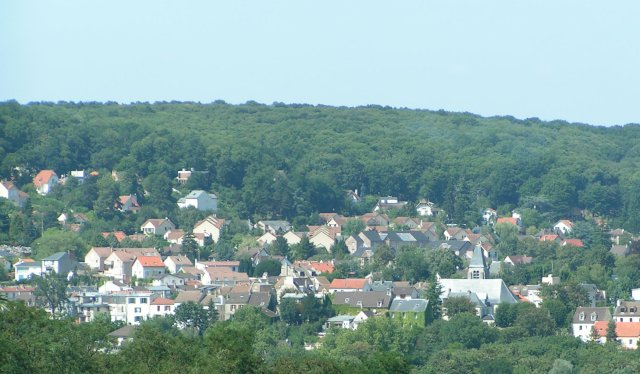
Bièvres vue depuis les hauteurs d’Igny.

Bièvres est implantée dans la vallée de la rivière et sur les versants du plateau de Saclay au sud, du plateau de Villacoublay au nord. Son territoire s’étage ainsi d’une altitude minimale de soixante-huit mètres dans la vallée à une altitude de cent soixante-dix huit mètres sur le plateau nord. La vallée accueille le centre historique de la commune et aujourd’hui encore la majeure partie des lieux de vie, elle est cependant assez fortement encaissée et suis un dénivellement marqué.
L’Institut national de l'information géographique et forestière a placé plusieurs bornes repères sur le territoire de la commune, en traçant la géodésie. En suivant le cours de la rivière, la première est située à proximité de la gare de Vauboyen à une altitude de quatre-vingt-cinq mètres, elle est encadrée sur chaque versant par deux bornes, l’une au sud, distante de soixante-dix mètres mais qui culmine déjà à cent quarante-huit mètres, l’autre dans le bois de Monteclin, distante de quatre-vingt-dix mètres et qui culmine à cent soixante-neuf mètres. Une autre borne à proximité du cours de la rivière est placée au niveau de la gare de Bièvres à une altitude de soixante-dix-sept mètres, distante de deux kilomètres de la précédente gare. Le point culminant est pour sa part situé sur le territoire de la base aérienne de Villacoublay.
Située au nord-ouest du pays Hurepoix, la commune est implantée sur terrain au sous-sol typique du Bassin parisien, composé de couches successives de sable dit de Fontainebleau et de meulière, de marne mêlée de gypse et de calcaire.

### Communes limitrophes
Au sud et sud-ouest, la rigole de Favreuse marque la frontière avec Vauhallan et Saclay, dont le hameau du Val d’Albian. À l’ouest, le chemin de Vauboyen et le chemin des Charbonniers puis la route départementale 53 matérialisent la frontière avec Jouy-en-Josas et le département des Yvelines, frontière qui se poursuit au nord, sur le territoire de la base aérienne 107 Villacoublay avec la commune de Vélizy-Villacoublay. À l’extrême nord-est, la commune est limitrophe du département des Hauts-de-Seine avec la frontière matérialisée par l’autoroute A86 qui la sépare de Clamart et le bois de la Boursidière qui la sépare de Châtenay-Malabry. À l’est, la route nationale 118 marque la limite avec Verrières-le-Buisson et son vaste bois tandis que le sud-est est séparé de la commune d’Igny par les chemins du bois des Brûlis.
| Jouy-en-Josas (Yvelines) | Vélizy-Villacoublay (Yvelines) | Clamart Châtenay-Malabry (Hauts-de-Seine) |
|                          | Bièvres                        | Verrières-le-Buisson                      |
| Saclay                   | Vauhallan                      | Igny                                      |

### Climat
Pour des articles plus généraux, voir Climat de l'Île-de-France et Climat de l'Essonne.
En 2010, le climat de la commune est de type climat océanique dégradé des plaines du Centre et du Nord, selon une étude du CNRS s'appuyant sur une série de données couvrant la période 1971-2000. En 2020, Météo-France publie une typologie des climats de la France métropolitaine dans laquelle la commune est exposée à un climat océanique altéré et est dans la région climatique Sud-ouest du bassin Parisien, caractérisée par une faible pluviométrie, notamment au printemps (120 à 150 mm) et un hiver froid (3,5 °C).
Pour la période 1971-2000, la température annuelle moyenne est de 11,2 °C, avec une amplitude thermique annuelle de 15,2 °C. Le cumul annuel moyen de précipitations est de 661 mm, avec 11,2 jours de précipitations en janvier et 7,8 jours en juillet. Pour la période 1991-2020, la température moyenne annuelle observée sur la station météorologique la plus proche, située sur la commune de Toussus-le-Noble à 7 km à vol d'oiseau, est de 11,5 °C et le cumul annuel moyen de précipitations est de 677,0 mm,. Pour l'avenir, les paramètres climatiques de la commune estimés pour 2050 selon différents scénarios d'émission de gaz à effet de serre sont consultables sur un site dédié publié par Météo-France en novembre 2022.

### Voies de communication et transports
Si la commune a conservé sa physionomie de village, Bièvres a pourtant très tôt été à la croisée de routes importantes, par sa situation privilégiée au creux d’une vallée. Cette vallée accueille ainsi deux axes majeurs, le premier, le plus ancien est l’ancienne route de Versailles à Fontainebleau, devenue la route départementale 117. Cette dernière est prolongée au départ de Bièvres par la route départementale 444 qui assure la liaison entre la route nationale 118 et l’autoroute A10 à Champlan. La route nationale 118 est l’autre voie majeure passant par le territoire municipal, elle coupe en perpendiculaire la RD 117 et traverse donc dans la largeur la vallée, reprenant le tracé de ce qui était l’ancienne route de Chartres depuis Paris. Le réseau routier est aussi composé de la route départementale 53 qui permet la liaison entre la RN 118 à Bièvres et l’ancienne route nationale 10 à Viroflay. Enfin, à l’extrême nord-est du territoire passe l’autoroute A86 à proximité du célèbre rond-point du Petit-Clamart et de la courte portion de la route nationale 306.
Le deuxième axe majeur empruntant la vallée est la voie ferrée de la ligne de Grande Ceinture dans son tracé entre Massy et Versailles. Deux gares sont ainsi implantées sur le territoire municipal, la gare de Bièvres en centre-ville et la gare de Vauboyen à la frontière avec Jouy-en-Josas et Saclay, toutes deux desservies par la ligne V du Transilien (ancienne branche C8 du RER C). Outre cette ligne ferrée de transports en commun, plusieurs dessertes de ligne d’autobus sont implantées dans la commune. La ligne 15 assure la liaison entre la gare de Massy - Palaiseau et Vélizy-Villacoublay, et par les lignes du réseau de bus de Vélizy Vallées. Par ailleurs, en 2016 la ville adhère à la liste des communes proposant le service Autolib et devient ainsi l'une des premières communes rurales à intégrer le syndicat. En novembre 2016, une station était en cours de construction au 12 de l'avenue de la gare.
En outre, au nord du territoire communal est implanté un tiers de la base aérienne 107 Villacoublay qui est affectée au transport de personnalités et d’officiels de la République française. Cette offre aéronautique est complétée huit kilomètres à l’ouest par la présence de l’aéroport de Toussus-le-Noble orienté vers l’aviation d'affaires et onze kilomètres au sud-est par l’aéroport Paris-Orly, deuxième aéroport de l’agglomération parisienne.

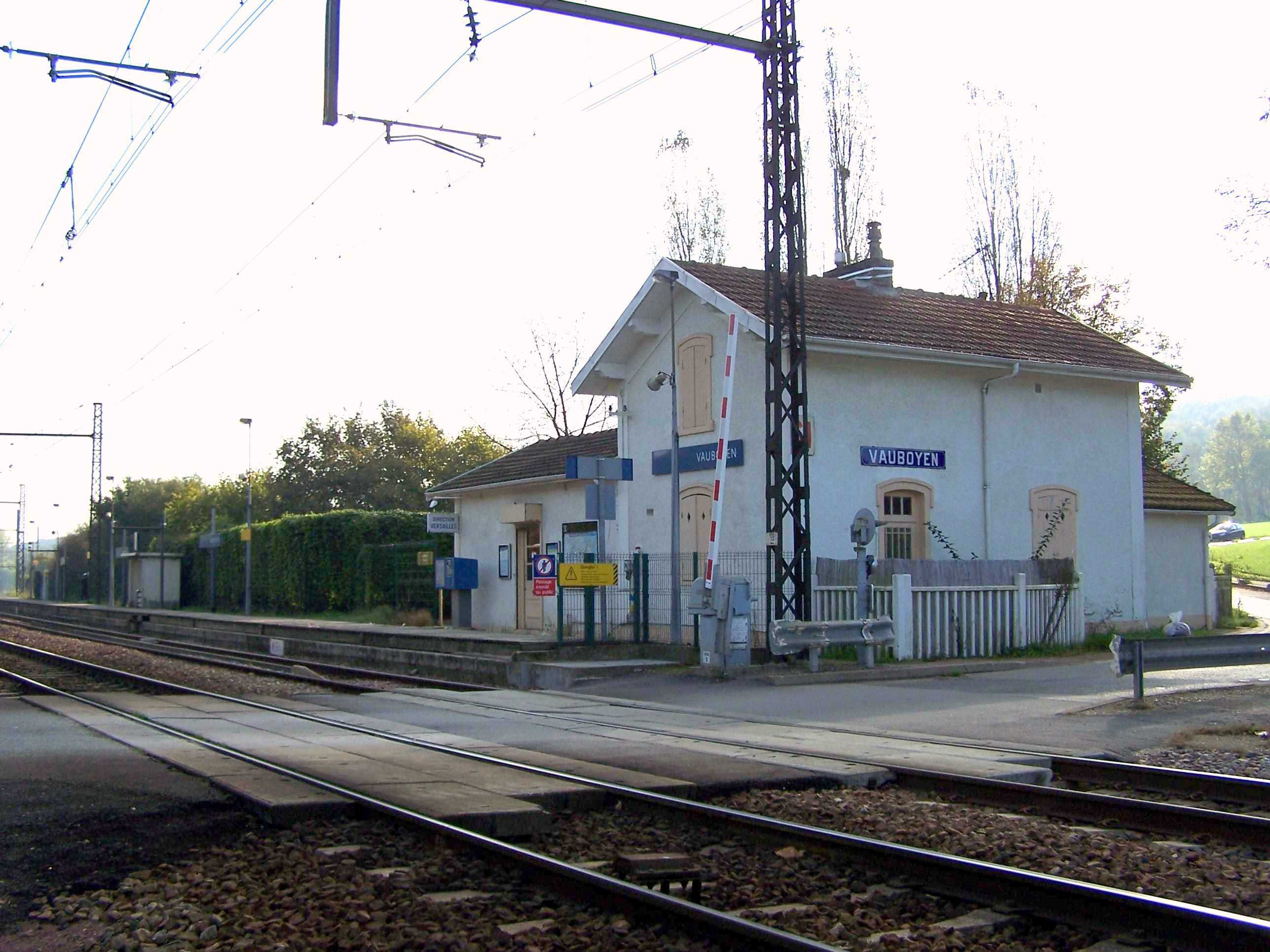
La gare de Vauboyen.
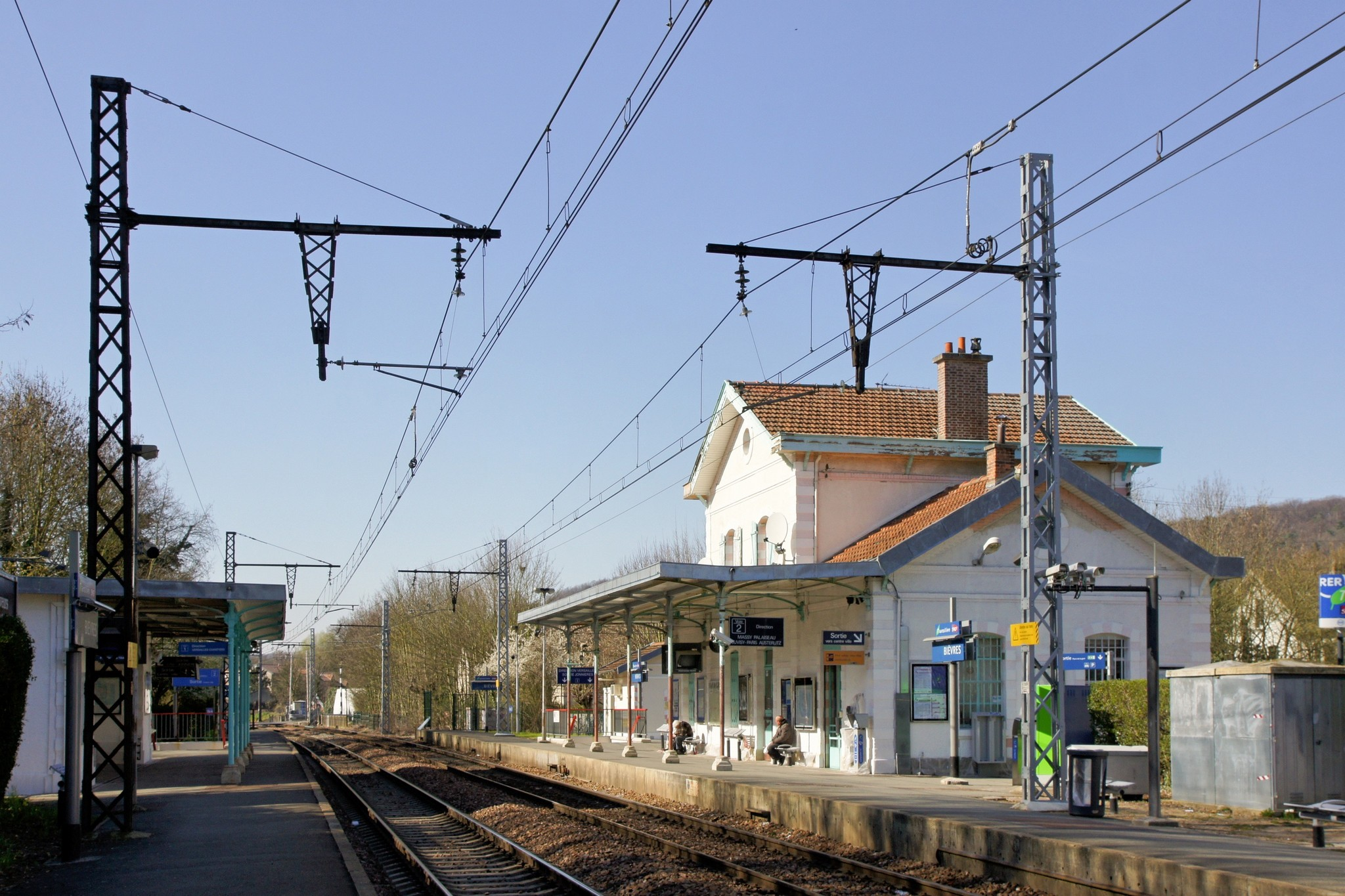
La gare de Bièvres.

### Lieux-dits, écarts et quartiers
Le village de Bièvres ne peut pas être découpé en quartiers compte tenu de la relative faible emprise du bâti sur le territoire communal. On distingue cependant trois grands ensembles, le centre-ville historique, le hameau de Vauboyen à l’ouest et la zone d'activité de Gisy au nord. Cette zone d’activité est en outre découpée entre le parc Burospace à proximité de la base aérienne et la zone commerciale « Usine Center » sur les espaces du lieu-dit Clairbois, entre l’autoroute A86, la route nationale 118 et la route nationale 306. Le village de Bièvres occupe lui un espace en forme de croissant, suivant le cours de la Bièvre depuis l’ouest et remontant vers le nord par le cours de la Sygrie. Du nord au sud-ouest sont ainsi disposés plusieurs lieux-dits, l’Abbaye aux Bois, la Motte Quarrée, le Cottage, la Ferme Ratel, les Mathurins, les Damoiseaux, la Vallée, le Chat Noir, la Martinière, la Roche-Dieu, le Pré Fleuri, les Hommeries et, à l’extrême sud, Favreuse. Plusieurs massifs forestiers portent aussi des noms bucoliques, les Brûlis à la frontière avec Igny, Monteclin à la frontière avec Jouy-en-Josas, le Loup Pendu et le Chêne Rond près de Vélizy-Villacoublay.

### Occupation des solssimplifiée
Le territoire de la commune se compose en 2017 de 54,74 % d'espaces agricoles, forestiers et naturels, 18,12 % d'espaces ouverts artificialisés et 27,14 % d'espaces construits artificialisés.

## Urbanisme

### Typologie
Au 1er janvier 2024, Bièvres est catégorisée grand centre urbain, selon la nouvelle grille communale de densité à sept niveaux définie par l'Insee en 2022.
Elle appartient à l'unité urbaine de Paris, une agglomération inter-départementale regroupant 407  communes, dont elle est une commune de la banlieue,,. Par ailleurs la commune fait partie de l'aire d'attraction de Paris, dont elle est une commune du pôle principal,. Cette aire regroupe 1 929 communes,.

### Occupation des sols
Le tableau ci-dessous présente l'occupation des sols de la commune en 2018, telle qu'elle ressort de la base de données européenne d’occupation biophysique des sols Corine Land Cover (CLC).
| Type d’occupation                                              | Pourcentage | Superficie (en hectares) |
| -------------------------------------------------------------- | ----------- | ------------------------ |
| Tissu urbain discontinu                                        | 20,6 %      | 200                      |
| Zones industrielles ou commerciales et installations publiques | 0,4 %       | 34                       |
| Aéroports                                                      | 10,8 %      | 105                      |
| Équipements sportifs et de loisirs                             | 9,8 %       | 95                       |
| Terres arables hors périmètres d'irrigation                    | 24,5 %      | 238                      |
| Forêts de feuillus                                             | 33,8 %      | 328                      |
| Source : Corine Land Cover                                     |             |                          |

## Toponymie
Bevre en 1100, Bevra en 1110, Bevria en 1150, Bivera en 1155, Biesvres en 1196, Bevra en 1205, Bevres au XIIIe siècle, Byevra en 1239, Byevre en 1261, Byevra en 1352, Bievre en 1370, Bievra en 1458, Beveriae, Bievre en 1612, Bièvres-le-Chatel en 1745, Bièvres en 1750, Biesvres en 1781.
Le nom de la commune est repris de celui de la rivière la Bièvre. Elle-même doit son nom au mot gaulois bebero plutôt que du latin biber. Il a donné en français le mot bièvre pour désigner le castor. Ce terme se retrouve dans Lamotte-Beuvron (la rivière des castors) ou Bibracte (le mont des Castors). Le lieu-dit « Favreuse » tient lui son nom de la présence ancienne d’un forgeron, faber en latin. Le hameau de « Vauboyen » a pris l’appellation du propriétaire du lieu, le Val de Boein. Durant la Révolution, la commune fut nommée Bièvre-la-Montagne, puis, entre 1793 et 1801, Bièvre le Chatel, avant de retrouver son orthographe originelle.

## Histoire

### Préhistoire et Antiquité
L’occupation humaine dans la vallée de la Bièvre est attestée depuis la Préhistoire. Un site archéologique de taille du silex a été découvert dans la la forêt de Verrières. Un autre dite de taille non pas de silex, mais de grès, appartenant à la culture du Montmorencien (découverte dans la forêt de Montmorency) est aussi connu. Il est mentionné sur les cartes du Musée de Préhistoire de Nemours.
Des vestiges d’habitat gallo-romain ont été mis au jour à proximité de la vallée de la Sygrie, laissant penser à l’édification d’une villa rustica.

### Les Hospitaliers
Le plus vieux document qui mentionne Bièvres date de 1171, c'est une charte de Maurice, évêque de Paris, par laquelle Philippe et Mathieu de Villa Escoblen, son frère, vendent aux Hospitaliers Jocelin et Gérard, procureurs de la maison de L'Hospital, la terre, les hommes et la justice seigneuriale à Bièvres pour un cens annuel de deux sols et 40 livres payées en une fois,. Ce membre de Bièvres donnera naissance au prieuré hospitalier de Saint-Jean de Latran.

### Bièvres et les seigneurs

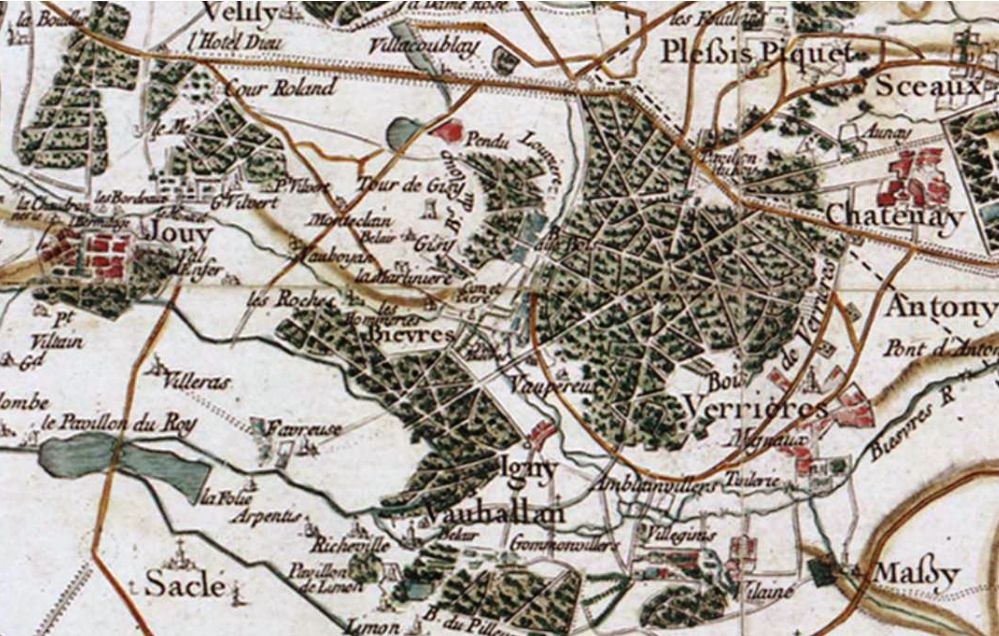
Carte de la région de Bièvres au XVIIe siècle.

La première mention certaine du village remonte au début du XIIe siècle lorsque Louis VI le Gros, roi des Francs  réunit l’ensemble de la paroisse au domaine royal français. Plusieurs hameaux constituent alors le village, le plus important étant l’abbaye du Val profond dans la vallée de la Sygrie, les hameaux de Monteclin qui appartiennent à l’abbaye de Saint-Germain-des-Prés, de Villefavreuse et les domaines des Roches et de Vauboyen. De cette époque daterait le développement de l’agriculture, notamment la culture de la vigne, disparue aujourd’hui et surtout l’édification de l’église dédiée à Saint-Martin. Les seigneurs de Bièvre qui remontent à l'époque de Louis le Gros, y bâtissent un château qui, au XVIIIe siècle, était encore d'apparence fort majestueuse. Une abbaye de bénédictines est fondée vers 1204, pour prendre successivement les noms d'abbaye du Val Profond, d'Abbaye au Bois, de Notre Dame des Ardents et de Val de Grâce. Le château comme l'abbaye sont aujourd'hui détruits.
Au XIVe siècle, le roi Charles V érige le domaine en seigneurie au profit de son ami Pierre de Chevreuse alors que le poète Eustache Deschamps vante ce village « à trois lieues de Paris » qui compte alors cent feux. Signe de l’importance économique et de la richesse agricole de la vallée et des plateaux environnants, deux foires sont instituées. En 1536, c’est René du Bellay qui préside la dédicace de l’église Saint-Martin, dont le curé était Jean Brumereau. Le même qui en 1541 met en scène avec Robert Landoys, laboureur à Sceaux, le Jeu de la Vengeance et destruction de Jhérusalem , au village du Plessis-Piquet en faisant appel au peintre Christophe Loyson pour réaliser les décors et costumes et autres truquages nécessaires à la représentation

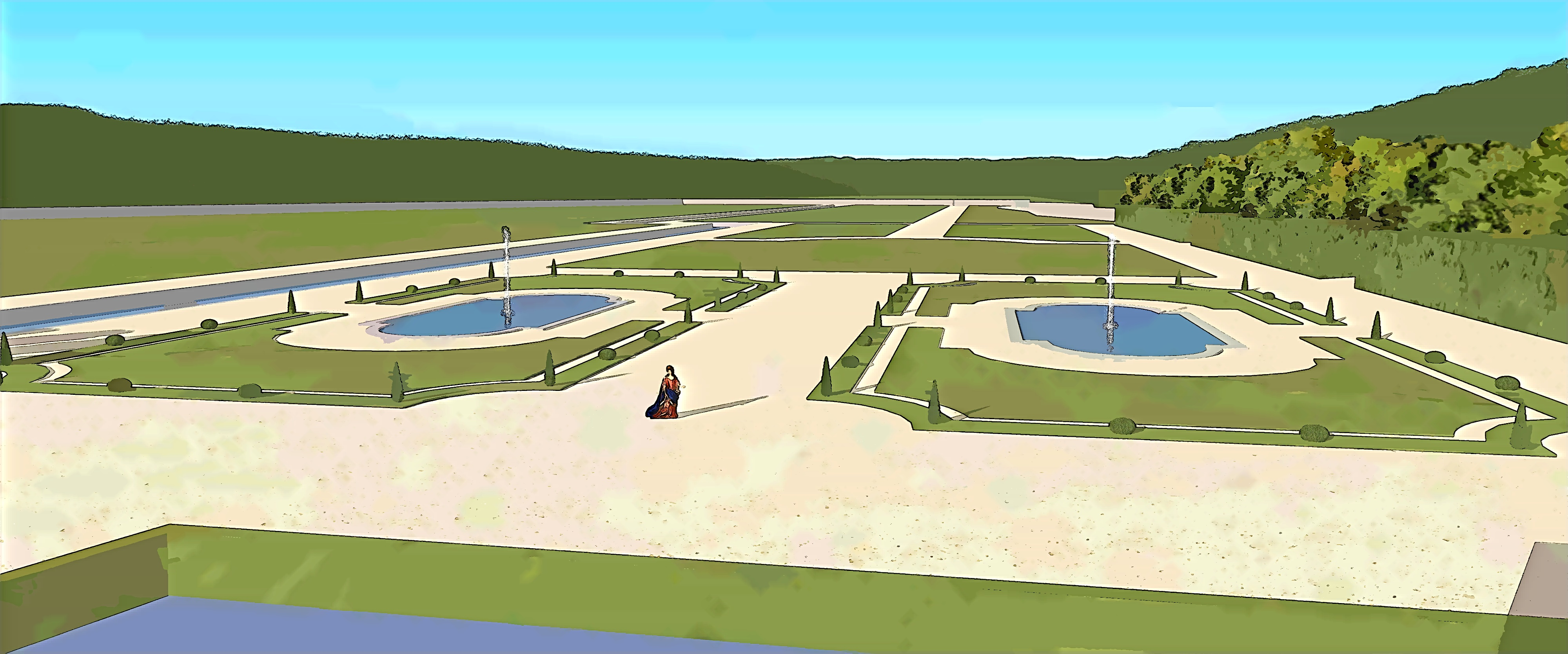
Restitution du grand parterre du château de Bièvres, début du XVIIIe siècle.

Au XVIIe siècle voit l'édification du moulin à eau de Vauboyen. La reine de France Anne d’Autriche, visitant le couvent du Val profond, ruiné, invite les sœurs à s’installer dans la nouvelle abbaye du Val-de-Grâce à Paris. 
Le XVIIIe siècle voit de nombreux changements dans le village. Au début du siècle, lorsque la rigole de Favreuse, est creusée afin de drainer l’eau du plateau de Saclay vers les étangs inférieurs de Saclay qui alimentent la rivière du Roi Soleil et les fontaines du nouveau Parc de Versailles, il ne compte que cent soixante-deux feux. Situé à proximité directe du nouveau centre du pouvoir absolu, il voit l’édification de plusieurs châteaux : Les Roches et La Martinière au XVIIe siècle puis Bel-Air et Silvy au XVIIIe siècle. Leurs seigneurs sont entre autres Pierre Le Tessier de Montarcy, joaillier du roi, Georges Mareschal, chirurgien du roi et fondateur de l’académie royale de chirurgie qui devint seigneur de Bièvres en 1712, réunissant ensuite l’ensemble des hameaux (son arrière petit-fils, François-Georges Mareschal, célèbre pour ses calembours, devint pour l’occasion marquis en 1751) et Germain Pichault de La Martinière, lui aussi chirurgien du roi et conseiller d’État. Proche des forêts de Verrières et Meudon, la Rochedieu devient l’un des rendez-vous de chasse de Louis XIV.

### Industrie et rendez-vous d’artistes
La Révolution française redistribue les propriétés. Très vite, une noblesse d'Empire acquiert les terrains et construit de riches demeures, tel le général Jean-Andoche Junot au Petit-Bièvres, suivi par le chirurgien de Napoléon Ier, Dominique-Jean Larrey. De cette époque datent le château de la Roche-Dieu et le château de Vauboyen, construit par Louis-François Bertin. L’écrivain politique invite fréquemment ses amis artistes, parmi lesquels Victor Hugo et Juliette Drouet ou Charles Gounod. Suivant l’exemple de Jouy-en-Josas voisine, une manufacture de toile peinte s’installe. Plus tard, Juliette Dodu et son beau-frère Odilon Redon, Maurice Utrillo, Camille Saint-Saëns, Vincent d'Indy, Marie Adrienne Anne Clémentine de Rochechouart de Mortemart séjournent dans le village. Odilon Redon, mort en 1916, est enterré dans le cimetière communal ainsi que sa femme et son fils. En 1833, Joseph Récamier, médecin à l’Hôtel-Dieu de Paris et maire de Bièvres rachète le château de la Roche-Dieu et reçoit lui aussi savants et artistes. Frédéric Soulié, romancier, auteur dramatique, critique et journaliste français vit également à Bièvres, dans sa propriété sise sur l'ancienne Abbaye du Val de Grâce. En 1858, c’est au-dessus de Bièvres et du Petit-Clamart que Félix Nadar réalise la première photographie aérienne. En 1883,  la ligne de Grande Ceinture est mise en service qui mène directement à Versailles, avec les gares de Bièvres et de Vauboyen, mais prive la commune d’un accès direct à Paris. À cette époque débuta la culture de la fraise dans la commune.

### Histoire contemporaine
En 1901, la municipalité achète le château Silvy pour y installer la mairie. Pendant la Première Guerre mondiale, Bièvres ouvre l'hôpital militaire Bel Air, un hôpital important de plus de 100 lits. En 1925, la plus ancienne « fête des fraises » d'Europe est instituée. En 1930, l’État français, profitant de la « loi Loucheur », participe à l’implantation du lotissement d’habitation à bon marché de l’avenue circulaire et de l’Abbaye aux bois. En 1936, la base aérienne 107 Villacoublay est implantée sur le plateau au nord de la commune. En 1959, le moulin de Vauboyen est restauré pour devenir un centre d'art contemporain. En 1964 s'ouvre le musée français de la photographie. En 1963 le château de la Martinière est inscrit sur la liste des monuments historiques, suivi en 1966 des châteaux de Bel-Air, de la Rochedieu et des Roches. En 1979, le château de Vauboyen est classé aux Monuments historiques.

## Politique et administration

### Politique locale
La commune de Bièvres est rattachée au canton de Gif-sur-Yvette, représenté par les conseillers départementaux Michel Bournat (DVD) et Laure Darcos (SL) et à la cinquième circonscription de l'Essonne représentée par le député Cédric Villani (DVC).
Le maire actuel est Anne Pelletier-Le Barbier (SE), elle préside de le conseil municipal composé de vingt-sept élus dont vingt quatre pour la majorité sans étiquette et trois pour l’opposition SE. Parmi ces conseillers municipaux, huit sont adjoints au maire. L’Insee attribue à la commune le code 91 3 03 064 et la Poste le code 91570. La commune de Bièvres est enregistrée au répertoire des entreprises sous le code SIREN 219 100 641. Son activité est enregistrée sous le code APE 8411Z.
En 2009, la commune dispose d’un budget de 13 162 000 € dont 9 795 000 € de fonctionnement et 3 367 000 € d’investissement, financés pour 63,19 % par les impôts locaux, la dette municipale s’élève alors à 1 965 000 €. Cette même année, les taux de taxes s’élèvent à 12,93 % pour la taxe d'habitation, 18,62 % et 78,47 % pour la taxe foncière sur le bâti et le non-bâti et 14,66 % pour la taxe professionnelle. En 2009, la commune dispose sur son territoire de cent quatre-vingt-treize HLM, soit seulement 11 % du parc de logements, ne respectant ainsi pas les préconisations de la loi relative à la solidarité et au renouvellement urbains.
Après avoir un temps été membre du District Intercommunal du Plateau de Saclay, puis de la communauté d'agglomération du plateau de Saclay, la commune rejoint en 2003 la communauté de communes Versailles Grand Parc, qui rassemble dix autres communes dans le département des Yvelines et qui dispose des compétences d’aménagement du territoire, de développement économique, de préservation de l'environnement et d’organisation des transports en commun. Elle adhère en outre au syndicat mixte de l'Yvette et de la Bièvre, chargé de l’aménagement des vallées des deux rivières. En 2010 la commune adhère au syndicat mixte Paris Métropole. La commune est dotée d’un office de tourisme.

### Liste des maires
Vingt-neuf maires se sont succédé à la tête de la commune de Bièvres depuis l’élection du premier en 1789 :

### Tendances et résultats politiques
Partageant relative ruralité et proximité avec les banlieues aisées des Yvelines et des Hauts-de-Seine, Bièvres apparaît, au regard des résultats aux élections des dix dernières années, comme ancrée à droite, ne versant à gauche qu’en 2004 lors des élections européennes, suivant ainsi la tendance nationale. Les électeurs biévrois s’étaient pourtant démarqués de cette même tendance lors de l’élection régionale, étant une des rares communes à placer le candidat Jean-François Copé (UMP) en tête, et surtout en faisant preuve d’une participation relativement élevée, comparée à celle de la région (45,07 %) et du département (44,79 %), démontrant ainsi un certain intérêt pour les institutions ou la question européenne, intérêt confirmé en 2005 par la forte participation au référendum sur le traité de Rome et la très nette victoire du oui, là aussi à l’encontre des tendances nationales, régionales et départementale, confirmant par là même le plébiscite à 63,00 % en 1992 pour le traité de Maastricht. Cet ancrage à droite se manifesta aussi en 2007, les électeurs biévrois étant pour beaucoup dans la réélection du député sortant Pierre Lasbordes (UMP) en difficulté dans le reste de la circonscription et offrant au candidat Nicolas Sarkozy (UMP) un score très majoritaire, presque sept points supérieur au résultat national, régional et départemental. Le relatif conservatisme intervint aussi en 2008 dans la réélection dès le premier tour du maire sortant divers droite et du conseiller général, chacun avec un score dépassant les 60 %. Cet ancrage à droite ne verse cependant pas vers l’extrême droite, comme en témoigne le faible score du candidat Jean-Marie Le Pen (FN) au second tour de l’élection présidentielle de 2002, six points inférieurs au score national.

#### Élections présidentielles, résultats des deuxièmes tours
- Élection présidentielle de 2002 : 88,28 % pour Jacques Chirac (RPR), 11,72 % pour Jean-Marie Le Pen (FN), 80,53 % de participation[70].
- Élection présidentielle de 2007 : 59,98 % pour Nicolas Sarkozy (UMP), 40,02 % pour Ségolène Royal (PS), 87,70 % de participation[71].
- Élection présidentielle de 2012 : 57,30 % pour Nicolas Sarkozy (UMP), 42,70 % pour François Hollande (PS), 86,76 % de participation[72].
- Élection présidentielle de 2017 : 80,79 % pour Emmanuel Macron (LREM), 19,21 % pour Marine Le Pen (FN), 80,36 % de participation.
- Election présidentielle de 2022: 73,87% pour Emmanuel Macron (RE), 26,13% pour Marine le Pen (RN), 75,89% de participation[73].

#### Élections législatives, résultats des deuxièmes tours
- Élections législatives de 2002 : 60,95 % pour Pierre Lasbordes (UMP), 39,05 % pour Stéphane Pocrain (les Verts), 63,24 % de participation[74].
- Élections législatives de 2007 : 61,88 % pour Pierre Lasbordes (UMP), 38,12 % pour Maud Olivier (PS), 61,05 % de participation[75].
- Élections législatives de 2012 : 61,13 % pour Hervé Hocquard (UMP), 38,87 % pour Maud Olivier (PS), 65,26 % de participation[76].
- Élections législatives de 2017 : 64,89 % pour Cédric Villani (LREM), 35,11 % pour Laure Darcos (LR), 51,14 % de participation.
- Elections législatives de 2022: 61,37% pour Paul Midy (RE), 38,63% pour Cédric Villani (ECO-NUPES), 53,62% de participation[77].
- Elections législatives de 2024: 66,99 pour Paul Midy (EPR), 33,01% pour Pierre Larrouturou (DG-NFP), 68,64% de participation[78].

#### Élections européennes, résultats des deux meilleurs scores
- Élections européennes de 2004 : 23,25 % pour Harlem Désir (PS), 20,56 % pour Patrick Gaubert (UMP), 51,77 % de participation[79].
- Élections européennes de 2009 : 35,78 % pour Michel Barnier (UMP), 22,62 % pour Daniel Cohn-Bendit (Europe Écologie), 50,44 % de participation[80].
- Élections européennes de 2014 : 27,4% pour Alain Massour (UMP), 14,87% pour Marielle de Sarnez (UDI-MODEM, 54,7% de participation[81].
- Élections européennes de 2019 : 35,39 % pour Nathalie Loiseau (LREM), 14,93 % pour Yannick Jadot (EELV), 58,68 % de participation.
- Elections européennes de 2024: 21,93% pour Valérie Hayer (RE), 20,29% pour Jordan Bardella (RN), 60,16% de participation[82].

#### Élections régionales, résultats des deux meilleurs scores
- Élection régionale de 2004 : 50,03 % pour Jean-François Copé (UMP), 42,90 % pour Jean-Paul Huchon (PS), 70,55 % de participation[83].
- Élection régionale de 2010 : 55,56 % pour Valérie Pécresse (UMP), 44,44 % pour Jean-Paul Huchon (PS), 55,26 % de participation[84].
- Élection régionale de 2015 : 56,44 % pour Valérie Pécresse (UMP), 32,57 % pour Claude Bartolone (PS), 63,61 % de participation.
- Election régionale de 2021: 53,67% pour Valérie Pécresse (LR), 26,02% pour Julien Bayou (EELV), 38,71% de participation[85].

#### Élections cantonales et départementales, résultats des deuxièmes tours
- Élections cantonales de 2001 : données manquantes.
- Élections cantonales de 2008 : 61,12 % pour Thomas Joly (DVD) élu au premier tour, 22,47 % pour Pierre Guyard (PS), 58,36 % de participation[86].
- Élections départementales de 2015 : 64,38 % pour Michel Bournat et Laure Darcos (UMP), 35,62 % pour Yvan Lubraneski (PS) et Céline Ramstein (EELV), 50,06 % de participation.
- Elections départementales 2021: 66,67% pour Michel Bournat et Laure Darcos (LR), 33,33% pour Serge Audinet (PS) et Sonia Roisin (EELV), 44,74% de participation[87].

#### Élections municipales, résultats des deuxièmes tours
- Élections municipales de 2001 : données manquantes.
- Élections municipales de 2008 : 62,15 % pour Hervé Hocquard (DVD) élu au premier tour, 19,12 % pour Maryse Traoré-Bonnefond (DVG), 61,11 % de participation[88].
- Élections municipales de 2014 : 51,81 % pour Anne Pelletier-Le Barbier (DVD), 48,18 % pour Hervé Hocquard (DVD), 73,54 % de participation.
- Élections municipales de 2020 : 73,29 % pour Anne Pelletier-Le Barbier (SE) élue au premier tour, 26,70 % pour Florence Curvale (SE), 56,56 % de participation.

#### Référendums
- Référendum de 2000 relatif au quinquennat présidentiel : 74,06 % pour le oui, 25,94 % pour le non, 36,59 % de participation[89].
- Référendum de 2005 relatif au traité établissant une Constitution pour l’Europe : 67,49 % pour le oui, 32,51 % pour le non, 75,99 % de participation[90].

### Jumelages
| Bièvres Palestrina |

Bièvres a développé des associations de jumelage avec :
- Palestrina (Italie) depuis le 23 février 2007, située à 1 133 kilomètres[91],[92].

## Population et société

### Démographie
Ses habitants sont appelés les Biévrois.

#### Évolution démographique
L'évolution du nombre d'habitants est connue à travers les recensements de la population effectués dans la commune depuis 1793. Pour les communes de moins de 10 000 habitants, une enquête de recensement portant sur toute la population est réalisée tous les cinq ans, les populations de référence des années intermédiaires étant quant à elles estimées par interpolation ou extrapolation. Pour la commune, le premier recensement exhaustif entrant dans le cadre du nouveau dispositif a été réalisé en 2006.

En 2022, la commune comptait 4 700 habitants, en évolution de +1,56 % par rapport à 2016 (Essonne : +2,89 %, France hors Mayotte : +2,11 %).
| 1793 | 1800 | 1806  | 1821 | 1831  | 1836  | 1841 | 1846 | 1851 |
| ---- | ---- | ----- | ---- | ----- | ----- | ---- | ---- | ---- |
| 900  | 743  | 1 015 | 907  | 1 142 | 1 198 | 929  | 893  | 903  |

| 1856 | 1861 | 1866  | 1872 | 1876 | 1881 | 1886 | 1891  | 1896  |
| ---- | ---- | ----- | ---- | ---- | ---- | ---- | ----- | ----- |
| 929  | 943  | 1 036 | 908  | 977  | 937  | 958  | 1 087 | 1 129 |

| 1901  | 1906  | 1911  | 1921  | 1926  | 1931  | 1936  | 1946  | 1954  |
| ----- | ----- | ----- | ----- | ----- | ----- | ----- | ----- | ----- |
| 1 157 | 1 160 | 1 175 | 1 219 | 1 295 | 1 669 | 1 769 | 1 548 | 2 287 |

| 1962  | 1968  | 1975  | 1982  | 1990  | 1999  | 2006  | 2011  | 2016  |
| ----- | ----- | ----- | ----- | ----- | ----- | ----- | ----- | ----- |
| 2 712 | 3 323 | 4 133 | 3 844 | 4 209 | 4 034 | 4 990 | 4 462 | 4 628 |

| 2021  | 2022  | - | - | - | - | - | - | - |
| ----- | ----- | - | - | - | - | - | - | - |
| 4 748 | 4 700 | - | - | - | - | - | - | - |

Située à proximité de Versailles, dans une vallée passagère bordée par de vastes espaces de culture, Bièvres était, lors du premier recensement des personnes en 1791 un gros bourg de neuf cents habitants. Comme nombre de communes de la région, une légère décroissance intervint jusqu’au recensement de 1800, suivie d’une fluctuation relativement importante durant une quarantaine d’années, la commune passant le cap de mille habitants en 1806 mais chutant quinze ans plus tard pour le franchir à nouveau en 1831 avant de chuter encore à partir de 1841 pour ne plus compter que huit cent quatre-vingt-treize résidents en 1846. La croissance reprit jusqu’en 1866 où elle dépassait à nouveau la barre des mille personnes avant les lourdes pertes dues à la guerre franco-prussienne de 1870 qui ne laissait que neuf cent huit Bièvrois en 1872. L’ouverture de la ligne de Grande Ceinture en 1883 n’eut pour ainsi dire pas de conséquence démographique, la commune n’arrivant à mille quatre-vingt-sept habitants qu’en 1891, mais entamant dès lors une progression continue jusqu’au lendemain de la Seconde Guerre mondiale qui lui fit perdre plus de deux cent vingt personnes. L’importante croissance démographique de la région influença aussi le développement de la commune, passant rapidement à deux mille deux cent quatre-vingt-sept habitants en 1954, puis trois mille trois cent vingt-trois en 1968 et quatre mille cent trente-trois en 1975, avant de connaître une nouvelle baisse lors du recensement de 1982 et à nouveau en 1999. Le recensement établi en 2006 a établi le nombre de Bièvrois à quatre mille neuf cent quatre-vingt-dix. L’immigration ne compte que pour une faible part dans la croissance démographique de la commune, les étrangers ne représentant en 1999 que 5,2 % de la population.

#### Pyramide des âges
En 2018, le taux de personnes d'un âge inférieur à 30 ans s'élève à 38,3 %, soit en dessous de la moyenne départementale (39,9 %). À l'inverse, le taux de personnes d'âge supérieur à 60 ans est de 20,1 % la même année, au niveau communal et départemental.
En 2018, la commune comptait 2 342 hommes pour 2 320 femmes, soit un taux de 50,24 % d'hommes, légèrement supérieur au taux départemental (48,98 %).
Les pyramides des âges de la commune et du département s'établissent comme suit.
| Hommes | Classe d’âge | Femmes |
| ------ | ------------ | ------ |
| 0,3    | 90 ou +      | 0,6    |
| 6,4    | 75-89 ans    | 8,4    |
| 11,8   | 60-74 ans    | 12,8   |
| 21,6   | 45-59 ans    | 22,2   |
| 19,7   | 30-44 ans    | 19,5   |
| 19,3   | 15-29 ans    | 17,1   |
| 20,8   | 0-14 ans     | 19,4   |

| Hommes | Classe d’âge | Femmes |
| ------ | ------------ | ------ |
| 0,5    | 90 ou +      | 1,4    |
| 5,4    | 75-89 ans    | 7,2    |
| 12,9   | 60-74 ans    | 13,9   |
| 20     | 45-59 ans    | 19,4   |
| 19,9   | 30-44 ans    | 20,1   |
| 20     | 15-29 ans    | 18,2   |
| 21,3   | 0-14 ans     | 19,8   |

### Enseignement

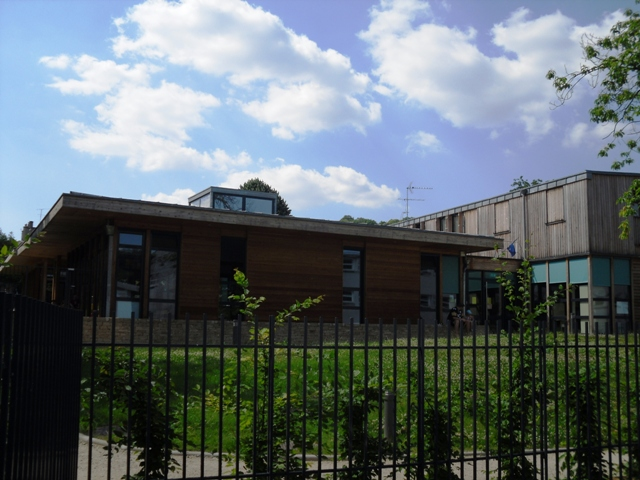
Crèche.

Les établissements scolaires de Bièvres sont rattachés à l’académie de Versailles. Elle dispose sur son territoire de l’école maternelle les Eaux Vives et de l’école élémentaire les Castors, les élèves devant se rendre ensuite au collège Émile Zola dans la commune voisine d’Igny puis au lycée polyvalent du Parc de Vilgénis à Massy.
Les jeunes enfants sont accueillis dans le cadre d’une maison de la petite enfance qui regroupe une crèche collective, une assistante maternelle et une halte-garderie. Un centre de loisirs prend en charge les enfants hors périodes scolaires.

### Santé
Aucun établissement de santé n’est installé sur la commune, les urgences et pathologies sont traitées par le centre hospitalier et le SMUR d’Orsay. Cependant, plusieurs médecins, et praticiens para-médicaux, exercent à Bièvres. Une pharmacie est implantée dans la commune.

### Services publics

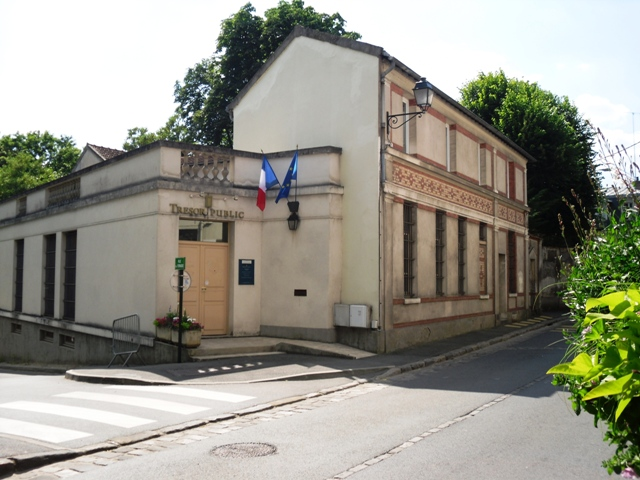
Le centre du Trésor Public.

La sécurité de la commune est assurée par le commissariat de Palaiseau et le centre de première intervention présent dans la commune. Une agence postale et une perception sont implantées en centre-ville. La huitième compagnie républicaine de sécurité et le centre d’entraînement et de logistique du RAID ont leur casernements sur le territoire de la commune. L’organisation juridictionnelle rattache les justiciables de la commune au tribunal d’instance de Palaiseau, au conseil de prud’hommes de Longjumeau, au tribunal de grande instance et de commerce d’Évry et à la cour d'appel de Paris.

### Culture

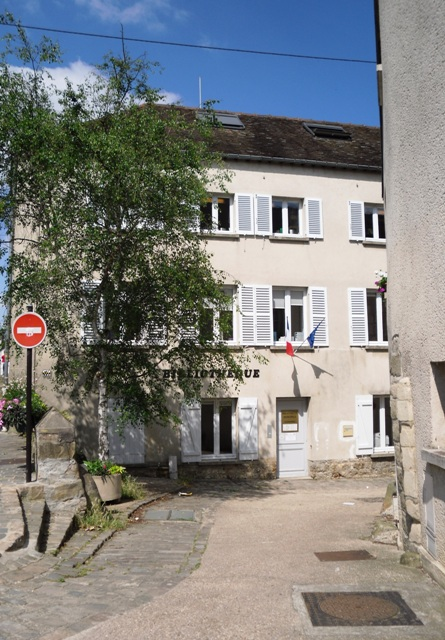
La bibliothèque municipale.

#### Lieux
Le principal espace de culture communal est le centre Ratel qui dispose de salles polyvalentes pour la pratique de la musique, des arts plastiques et du théâtre. Il est complété par une médiathèque proposant livres, CD, DVD et jeux de société, et équipée de points d’accès à Internet. Une association de Biévrois constitue une maison des jeunes et de la culture (aujourd’hui ESLB) très active dans la commune. Trois autres lieux de culture sont répartis sur le territoire de Bièvres, par ordre d’ancienneté, le musée français de la photographie ouvert en 1964 labellisé « Musée de France », la maison littéraire Victor Hugo ouverte en 1991 et le musée de l'outil ouvert en 1996.

#### Manifestations
- Foire à l'Outil ancien et art populaire (le 1er mai)
- Fête des Fraises (le week-end précédant la Fête de la musique) avec élection de la Reine des Fraises
- Kermesse paroissiale (mai)
- Foire internationale à la Photo (le 1er week-end de juin)
- Pressurage des pommes avec des outils anciens (octobre)

### Sports

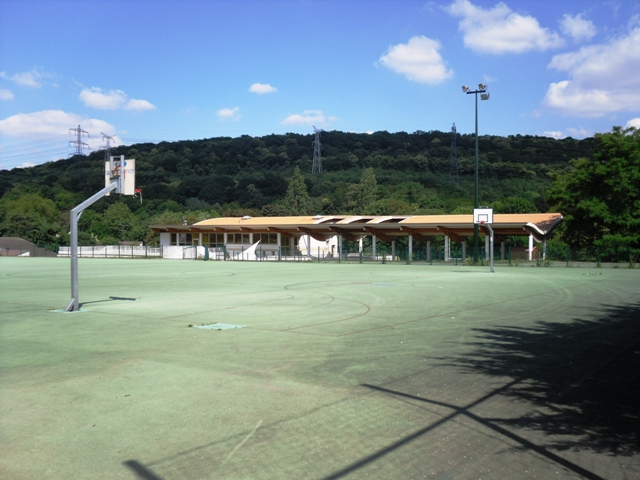
Le centre sportif du Ratel.

Le domaine de Ratel dans le centre du village est équipé d’installations sportives municipales, dont un gymnase, six courts de tennis dont deux couverts, un terrain omnisports goudronné et un terrain de football engazonné. Un poney-club est installé à proximité de la base aéronautique. La commune compte par ailleurs plusieurs associations sportives.

### Lieux de culte

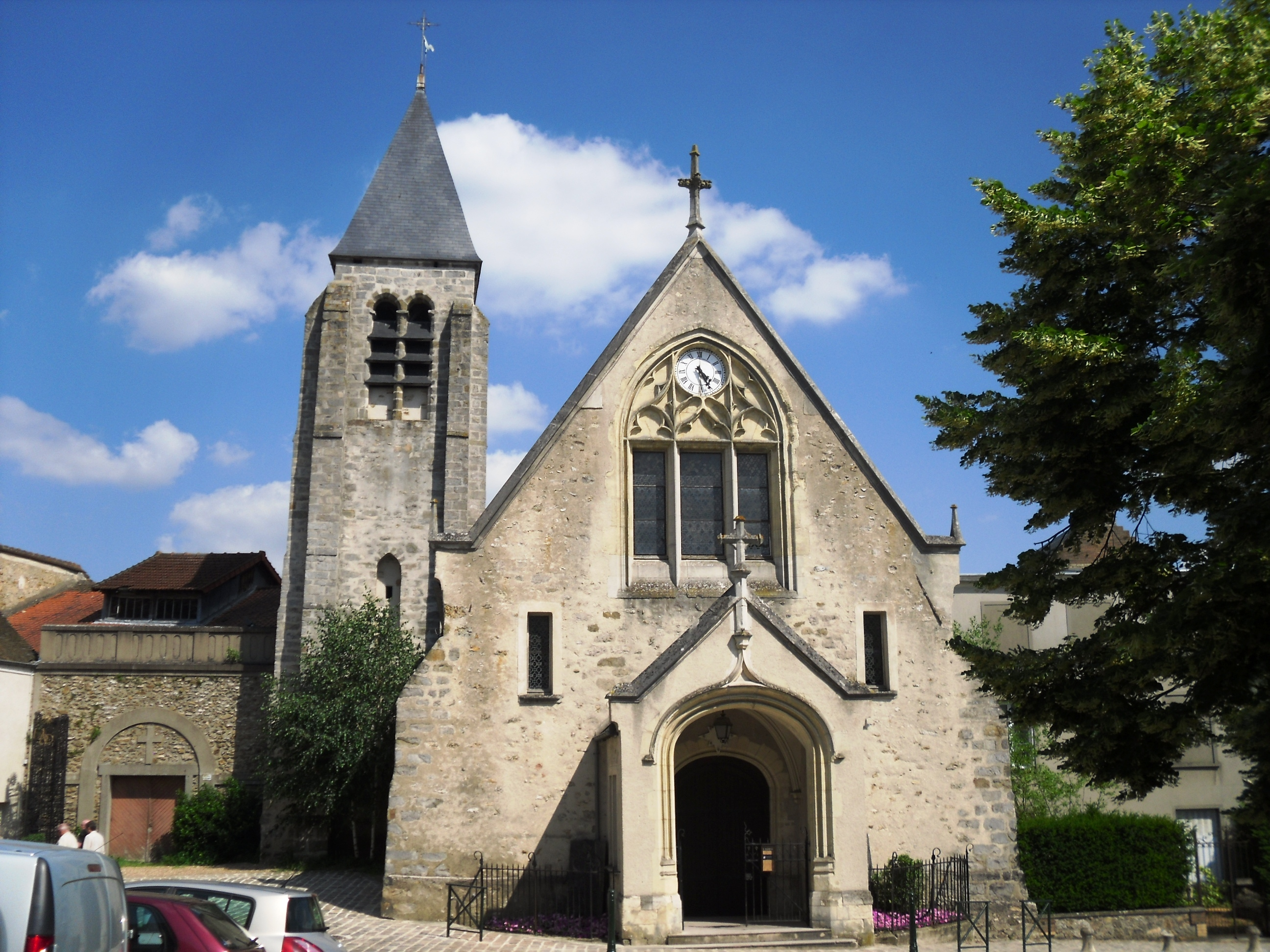
L’église Saint-Martin de Bièvres.

La paroisse catholique est rattachée au diocèse d'Évry-Corbeil-Essonnes et au secteur pastoral de Palaiseau. Elle dispose sur le territoire de l’église Saint-Martin.

### Médias
La commune est située dans le bassin d’émission de la chaîne de télévision France 3 Paris Île-de-France Centre. L’hebdomadaire Le Républicain relate les informations locales dans son édition Nord-Essonne comme la station de radio EFM.

## Économie
La commune de Bièvres est intégrée par l’Insee à la zone d’emploi de Boulogne-Billancourt qui regroupe vingt-huit communes et plus de huit cent vingt mille habitants en 1999, les Bièvrois ne représentant ainsi que 0,5 % de cette population. Malgré la présence d’espaces de culture au sud du territoire, aucun résident n’est recensé dans la catégorie des agriculteurs mais seize personnes étrangères travaillaient dans ce secteur à Bièvres sur les cinq exploitations que comptait la commune. Le tourisme, malgré la présence de deux musées dans la commune ne représente qu’une faible part de l’activité économique avec seulement un hôtel comptant sept chambres classées deux étoiles et un taux de résidence secondaire fixé à 2,5 %. Outre la présence sur le territoire du parc d’activités Burospace et d’une partie de la zone commerciale L'Usine (ex-Usine Center), deux établissements publics importants sont implantés à Bièvres, la huitième compagnie républicaine de sécurité et le centre d’entraînement et de logistique du Raid. Ils sont complétés par la base aérienne 107 Villacoublay dont un tiers des terrains sont sur le territoire biévrois. La commune ne comptait pourtant effectivement sur son territoire que trois cent dix-neuf entreprises en 2007. Depuis novembre 2005, la commune est au cœur de l’opération d'Intérêt National de Massy Palaiseau Saclay Versailles Saint-Quentin-en-Yvelines. Un marché se tient en centre-ville les mercredis et samedis matin.

### Emplois, revenus et niveau de vie
En 2004, alors que le taux de chômage était relativement faible dans la zone avec 8,6 %, il n’était que de 5,4 % à Bièvres avec une répartition de la population active nettement en faveur de la catégorie socioprofessionnelle des cadres et professions intellectuelles supérieures pour 21,2 % de la population, suivit à 16,2 % par les professions intermédiaires, 94,1 % de la population occupant un emploi salarié, pour 82,4 % d’entre dans le secteur tertiaire des services. La population bénéficie tout de même d’un niveau de vie élevé, avec un revenu net moyen imposable fixé à 48 241 euros en 2006, 77,8 % des foyers étant imposables cette année-là, revenus constitués pour les deux tiers de salaires et traitements, 68,6 % de la population étant propriétaire de son logement, composé de quatre pièces et plus dans 62,2 % des cas. En 2010, le revenu fiscal médian par ménage était de 51 282 €, ce qui plaçait Bièvres au 220e rang parmi les 31 525 communes de plus de 39 ménages en métropole.
| Répartition des emplois par catégorie socioprofessionnelle en 2006. |              |                                           |                                                   |                            |                          |                           |
|                                                                     | Agriculteurs | Artisans, commerçants, chefs d’entreprise | Cadres et professions intellectuelles supérieures | Professions intermédiaires | Employés                 | Ouvriers                  |
| Bièvres                                                             | 0,4 %        | 3,4 %                                     | 26,0 %                                            | 22,7 %                     | 24,6 %                   | 23,0 %                    |
| Zone d’emploi de Boulogne-Billancourt                               | 0,0 %        | 3,9 %                                     | 34,9 %                                            | 26,9 %                     | 23,8 %                   | 10,4 %                    |
| Moyenne nationale                                                   | 2,2 %        | 6,0 %                                     | 15,4 %                                            | 24,6 %                     | 28,7 %                   | 23,2 %                    |
| Répartition des emplois par secteur d'activité en 2006.             |              |                                           |                                                   |                            |                          |                           |
|                                                                     | Agriculture  | Industrie                                 | Construction                                      | Commerce                   | Services aux entreprises | Services aux particuliers |
| Bièvres                                                             | 1,5 %        | 11,0 %                                    | 2,9 %                                             | 12,7 %                     | 24,2 %                   | 4,9 %                     |
| Zone d’emploi de Boulogne-Billancourt                               | 0,2 %        | 11,7 %                                    | 3,9 %                                             | 10,7 %                     | 29,8 %                   | 9,7 %                     |
| Moyenne nationale                                                   | 3,5 %        | 15,2 %                                    | 6,4 %                                             | 13,3 %                     | 13,3 %                   | 7,6 %                     |
| Sources : Insee                                                     |              |                                           |                                                   |                            |                          |                           |

## Culture locale et patrimoine

### Patrimoine environnemental

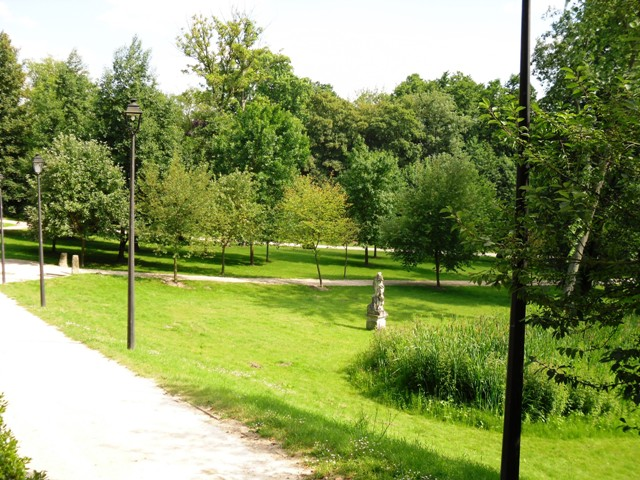
Le parc de la Martinière.

Implantée dans la vallée de la Bièvre, entre la forêt de Verrières à l’est et la forêt de Versailles au nord-ouest, Bièvres bénéficie d’un environnement naturel relativement préservé, notamment constitué de plusieurs bois municipaux, le bois du Loup Pendu au nord, le bois de Monteclin à l’ouest, le bois du Chat Noir et les Brûlis au sud. Complété par des espaces agricoles à l’extrême sud, l’ensemble représente près de cinq cent quatre-vingts hectares et soixante pour cent du territoire. En outre, 14 % du domaine municipal est de type urbain non construit, majoritairement occupé par de vastes parcs privés ou publics, restes des vastes propriétés bourgeoises. À l’ouest, le parc du moulin de Vauboyen constitue un vaste marais au bord de la rivière.
Les berges de la Bièvre, les bois du Chat noir, de Monteclin et du Loup pendu ont été recensés au titre des espaces naturels sensibles par le conseil départemental de l'Essonne. Le parc du château des Roches mêle jardin anglais et parterres, en centre-ville, le vaste parc du château de la Martinière est composé d’allées bordées d’arbres et de parterres et à l’est, les pelouses de la ferme du Ratel permettent les pratiques sportives.
Le sentier de grande randonnée GR 11 passe par le centre-ville de la commune comme le sentier de grande randonnée de Pays du Hurepoix, qui relie la vallée de la Bièvre, à celle de l’Essonne, via l’Yvette, l’Orge, et la Juine.
 La rue de l'Abbaye aux Bois
Cette rue rappelle l'existence d'un ancien monastère féminin d'obédience bénédictine. Devenue résidence de campagne, signalé comme tel en 1820, les religieuses furent transférées au monastère du Val-de-Grâce avant la Révolution et le monastère fut détruit.

### Patrimoine architectural
Si l'ancien château seigneurial a disparu après la Révolution, Bièvres dispose d’un patrimoine architectural relativement riche, hérité des aristocrates et bourgeois ayant habité la commune, proche de Versailles et Paris. Plusieurs de ces bâtiments ont fait l’objet d’un classement ou d’une inscription au titre des monuments historiques comme le château de Vauboyen et ses communs du XIXe siècle, classé en 1979,, le château de la Martinière du XVIIIe siècle inscrit en 1963,D'autres ont fait l'objet d'une étude approfondie comme le château de Bel-Air du XVIIIe siècle, occupé par le centre d’entraînement du Raid, le château de la Rochedieu du XVIIe siècle, le château des Roches du XIXe siècle occupé par la secte Sōka Gakkai tous trois compris dans un site inscrit en 1966, l’église Saint-Martin du XIVe siècle, le château Silvy du XVIIIe siècle occupé par la mairie.

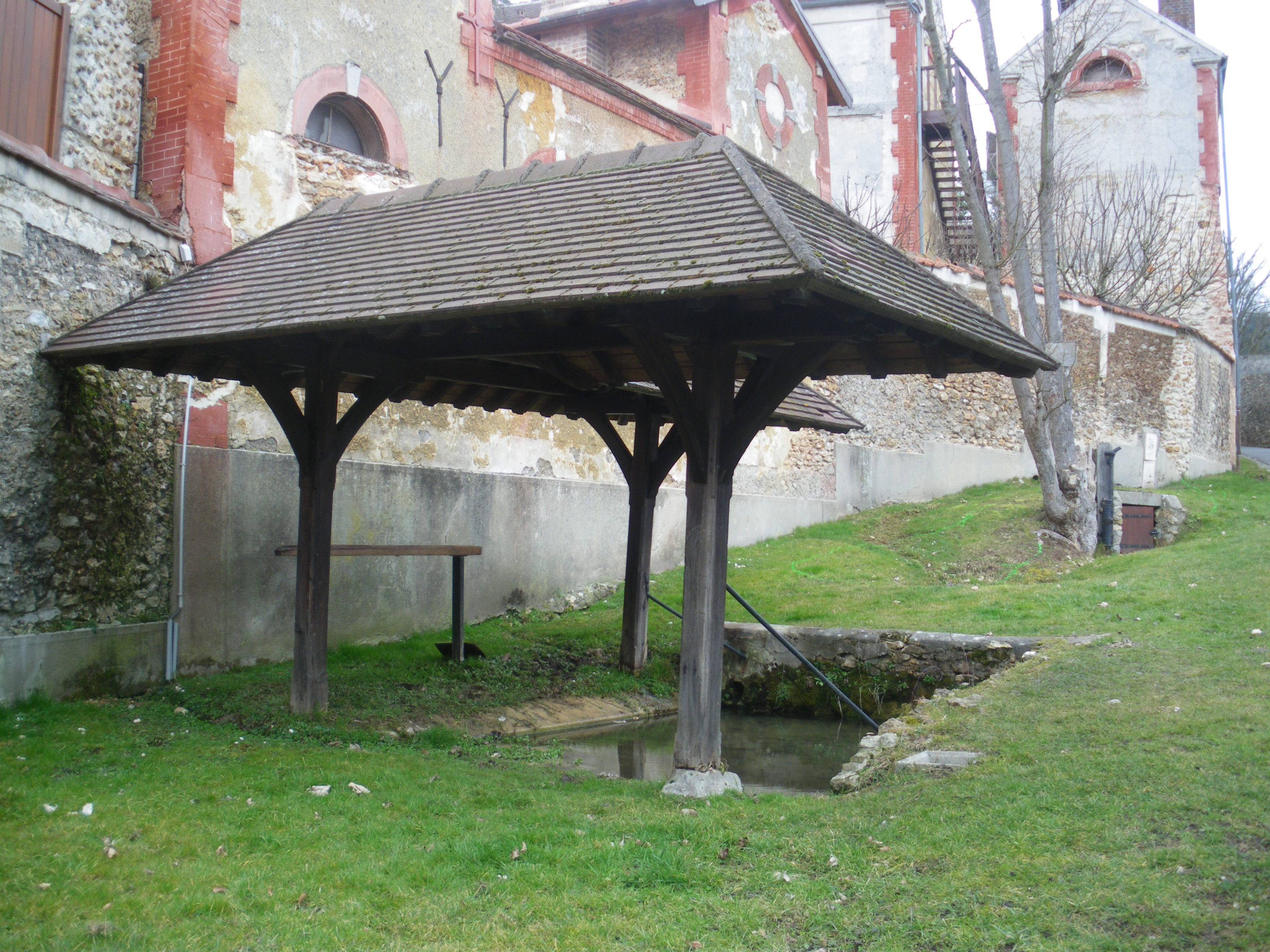
Le lavoir du château de Vauboyen.
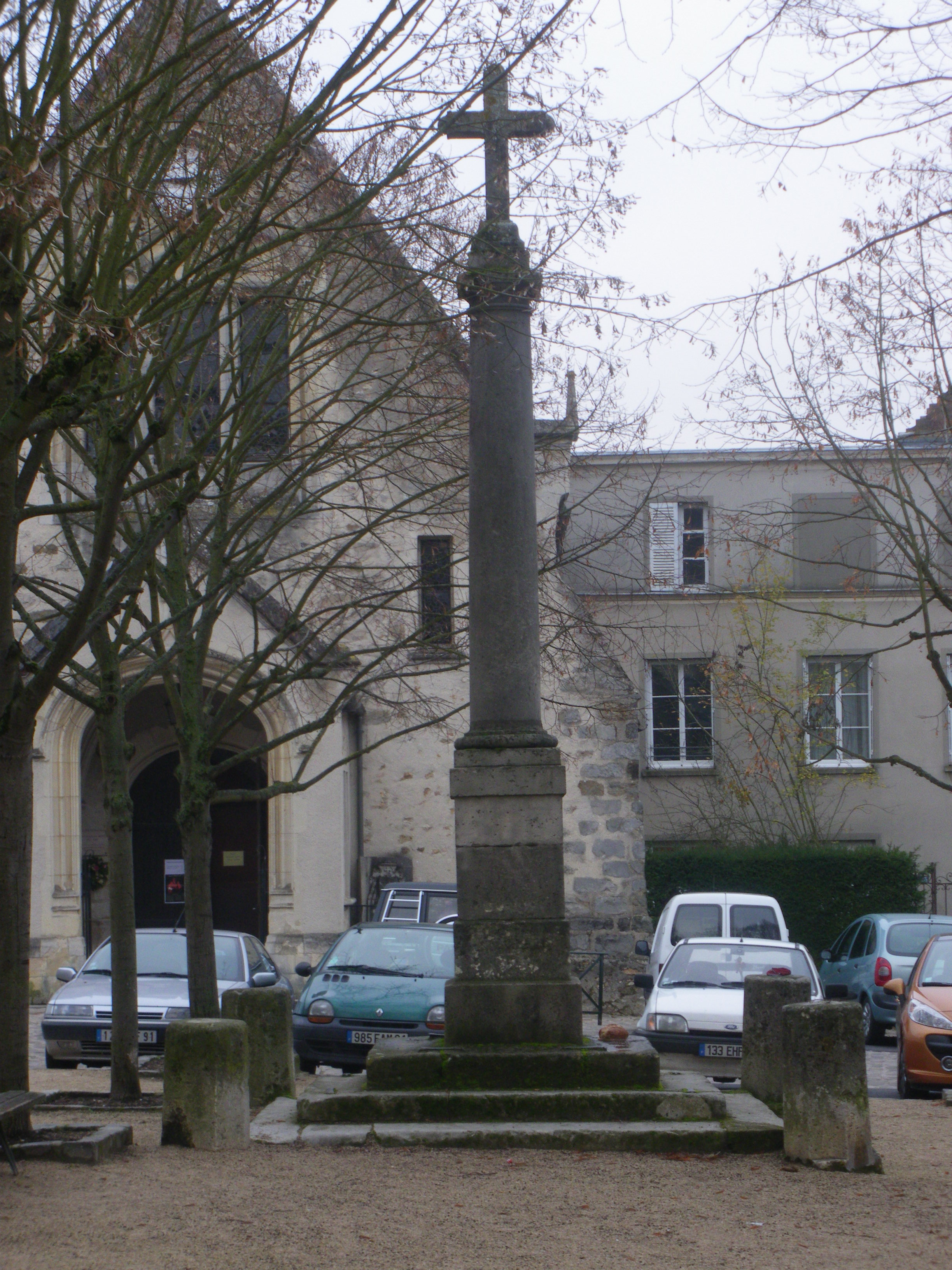
La place de l’église.

### Personnalités liées à la commune
Différents personnages publics sont nés, décédés, ou ont vécu à Bièvres :
- Serge Antoine (1927-2006), haut fonctionnaire et écologiste y est mort.
- Jean-Félix Bapterosses (1813-1885), industriel y est né.
- Hector Berlioz (1803-1869), compositeur et écrivain y séjourna.
- Édouard Bertin (1797-1871), artiste peintre en fut maire.
- Louis-François Bertin (1766-1841), écrivain politique y vécut.
- Georges Ferdinand Bigot (1860-1927), artiste peintre y vécut jusqu’à son décès.
- Philippe Bone (v. 1940), journaliste y exerça.
- Denis Brogniart (1967), journaliste y vit.
- Victor Burq (1822-1884), médecin y mourut
- Jean-Baptiste Caruel de Saint-Martin (1757-1847), avocat et manufacturier y vécut.
- François-René de Chateaubriand (1768-1848), écrivain y séjourna.
- Annie Cordy (1928-2020), chanteuse belge s’y est mariée et y a vécu.
- Juliette Dodu (1848-1909), espionne y vécut.
- Juliette Drouet (1806-1883), actrice y séjourna.
- Georges Duhamel (1884-1966), écrivain et poète a écrit Le Désert de Bièvres.
- Bernard Fresson (1931-2002), acteur y vécut jusqu’à son décès.
- Auguste Geffroy (1820-1895), historien y vécut jusqu’à son décès.
- Charles Girault (1851-1932), architecte y vécut.
- Charles Gounod (1818-1893), compositeur y séjourna.
- Victor Hugo (1802-1885), écrivain académicien y séjourna.
- Daisaku Ikeda (1928-2023), leader religieux japonais, sa secte Sōka Gakkai a racheté le château et ouvert la Maison littéraire de Victor Hugo.
- Vincent d'Indy (1851-1931), compositeur y séjourna.
- Jean-Auguste-Dominique Ingres (1780-1867), artiste peintre y séjourna.
- Jean-Andoche Junot (1771-1813), général y vécut.
- Dominique-Jean Larrey (1766-1842), chirurgien en chef de la Grande Armée y vécut.
- Germain Pichault de La Martinière (1697-1783), chirurgien et |conseiller d’État, y est mort.
- Christophe Félix Louis Ventre de La Touloubre dit Galart de Montjoie (1746-1816), avocat et homme de lettres y vécut caché.
- Émile Lambinet (1813-1877), artiste peintre y séjourna.
- Ernest Laurent (1859-1929), artiste peintre y vécut jusqu’à son décès.
- Franz Liszt (1811-1886), compositeur et pianiste y séjourna.
- Serge Livrozet (1939), écrivain y exerça.
- Georges Mareschal (1658-1736), chirurgien fondateur de l’Académie royale de chirurgie, en fut seigneur (1712) et y est mort.
- Albert Mirot (1902-1984), historien y est né.
- Victor Mottez (1809-1897), artiste peintre y est mort.
- Léon-Paul Piolin (1817-1892), moine bénédictin, y vécut.
- Georges Poisson (1924), historien y exerça.
- Joseph Récamier (1774-1852), chirurgien y vécut et en fut maire.
- Odilon Redon (1840-1916), artiste peintre y vécut.
- Marie Adrienne Anne Clémentine de Rochechouart de Mortemart (1847-1933), duchesse douairière d'Uzès y vécut.
- Camille Saint-Saëns (1835-1921), compositeur y séjourna.
- Frédéric Soulié (1800-1847), écrivain, a vécu ses dernières années dans sa propriété de l’Abbaye-aux-Bois où il est mort.
- Boleslaw Starzyński (1834-1917) aristocrate polonais, sculpteur, collectionneur et bibliophile habitant au château des Mathurins
- Gaspard-Félix Tournachon dit Nadar (1820-1910) y fit, la première photographie aérienne en 1858.
- Maurice Utrillo (1883-1955), artiste peintre y séjourna.
- Jean-Paul Véret-Lemarinier (1944), graphiste-illustrateur y a vécu de 1980 à 2003.

### Héraldique et logotype
| Blason de Bièvres (Essonne) | Blason  | De sinople à la fasce ondée d’argent chargée d’une bièvre de sable, accompagnée de trois fraises d’or. |
| Blason de Bièvres (Essonne) | Détails | Le castor, anciennement appelé Bièvres en celte, est le symbole de la commune, il a donné son nom à la rivière la Bièvre, symbolisée par la fasce ondée d’argent. Les fraises rappellent la culture maraîchère dans la commune. Les couleurs verte et blanche rappellent les origines irlandaises de Georges Mareschal, seigneur de Bièvres. |

### Bièvres dans les arts et la culture
- La source de Vauboyen était autrefois réputée pour prétendument guérir les maladies des yeux[129].
- Bièvres sert de décor à l’album S.O.S. Météores, huitième de la série Blake et Mortimer d’Edgar P. Jacobs[130].
- La commune a été représentée par plusieurs artistes peintres, dont Paul Jamot qui a peint Maison à Bièvres et Paysage à Bièvres conservé au musée d'Orsay[131],[132], pour Charles Émile Lambinet qui a peint le Château des Roches à Bièvres conservé au musée Lambinet[133], Ernest Laurent qui a peint Arbre en fleurs à Bièvres conservé au musée des beaux-arts de Rennes[134] et Odilon Redon qui a peint Bouleaux à Bièvres conservé au musée d'Orsay[135].
- La commune a servi de décor au film Drôles de phénomènes de Robert Vernay sorti en 1959[136].